# 義州郡
義州郡（：／ Ŭiju gun */?）是朝鮮民主主義人民共和國平安北道的一個郡，位於鴨綠江以南，新義州以東。西北與中華人民共和國遼寧省丹東市相望。面積1,677平方公里。

## 區劃史
1117年設義州防禦使，1336年設州，1592年設府。1895年成為二十三府制下的府，次年改為平安北道的郡，1914年新義州分出。1952年郡域重組。

## 下轄區劃
下分一邑 （義州邑）、五勞動者區、十六里。